# John Anderson (futebolista)
John Anderson (Barrhead, 8 de dezembro de 1929 - 22 de agosto de 2001) foi um futebolista escocês, que atuava como goleiro.

## Carreira

### Clubes
Ele nasceu em Barrhead, e começou nas divisões de base do Arthurlie F.C., e se transferiu para o Leicester City em dezembro de 1948. Lá, ele ganhou dois campeonatos da segunda divisão inglesa, antes de ir para o Peterborough United, que fazia sua estreia na Football League (1960-1961), e depois para o Nuneaton Town F.C..

## Seleção
Sua única aparição pela Seleção Escocesa de Futebol foi no último amistoso antes da Copa do Mundo de 1954, contra a Finlândia. Embora tivesse sido convocado como reserva de Fred Martin, a Federação Escocesa só levou 13 jogadores para participar da Copa do Mundo, e Anderson não viajou com o resto do time. Depois de se aposentar, ele estabeleceu um negócio de pintura e decoração em Leicester.[carece de fontes?]